# Théodore Mareau
Théodore Mareau est un homme politique français né le 28 mars 1807 à Cholet (Maine-et-Loire) et mort le 3 avril 1873 à Laval (Mayenne).
A la tête d'une filature de lin, il est député de la Vendée de 1848 à 1851, siégeant à droite, avec les monarchistes légitimistes. En 1850, il publie un traité sur l'industrie du lin. On lui doit l'introduction en France de la culture du lin à fleur blanche.

## Sources
- « Théodore Mareau », dans Adolphe Robert et Gaston Cougny, Dictionnaire des parlementaires français, Edgar Bourloton, 1889-1891 [détail de l’édition]